# پدرو پائولو (بازیکن فوتبال، زاده ۱۹۹۴)
پدرو پائولو آلوز ویرا دوس ریس (به پرتغالی: Pedro Paulo Alves Vieira dos Reis؛ زادهٔ ۱۰ فوریهٔ ۱۹۹۴)، معروف به پدرو پائولو، یک بازیکن فوتبال اهل برزیل است که در پست مهاجم برای باشگاه چانتابوری در لیگ ۲ تایلند بازی می‌کند.